# Obritz
Obritz ist eine Ortschaft in der Marktgemeinde Hadres in Niederösterreich.
Der im Pulkautal gelegene Ort lebt vom Weinbau. Südlich des Ortes, am Abhang des Buchberges, gibt es auch eine Kellergasse (Kellergasse Obritz), die aber teilweise in zwei Querwegen verläuft – eigentlich handelt es sich also um drei Kellergassen.

## Geschichte
Erstmals urkundlich erwähnt wird der Ort im Jahr 1108 als Adalbrechtisdorf. 1136 gehört der Ort zum Kloster Klein-Mariazell. Später wird der Ort Albrechts und Obrechts geschrieben. Um 1590 zählte Obritz rund 100 Häuser, davon waren 22 der Herrschaft Seefeld, 11 dem Dominikanerinnenkloster Imbach, 4 dem Kloster Pulgarn, eines der Herrschaft Haugsdorf und eines der Herrschaft von Steinebrunn zugeteilt.
Laut Adressbuch von Österreich waren im Jahr 1938 in der Ortsgemeinde Obritz zwei Bäcker, zwei Binder, ein Brennstoffhändler, zwei Butter- und Eierhändler, ein Fleischer, drei Friseure, zwei Gastwirte, sieben Gemischtwarenhändler, eine Hebamme, eine Molkerei, drei Milchhändler, eine Mühle, ein Sattler, ein Schlosser, zwei Schmiede, zwei Schneider, drei Schuster, eine Sparkasse, zwei Tischler und ein Wagner ansässig.
1971 trat Obritz der Gemeinde Hadres bei, die schon seit 1968 auch aus Untermarkersdorf bestand. Der Personenverkehr der südlich vorbeilaufenden Pulkautalbahn wurde 1988 eingestellt.

## Persönlichkeiten
- Ferdinand Riefler (1897–1975), Postbeamter, Politiker und Abgeordneter zum Landtag von Niederösterreich